# Лијам Галагер
Вилијам Џон Пол Галагер (енгл. William John Paul Gallagher; Манчестер, 21. септембар 1972) је енглески певач и текстописац. Постигао је славу као водећи вокал и фронтмен рок бенда Оасис од 1991. до 2009. године, а касније је предводио рок бенд Beady Eye од 2009. до 2014. године, пре него што је започео соло каријеру 2017. године. 
Једна од најпрепознатљивијих личности у музици, Галагер је познат по свом препознатљивом стилу певања и његовој отвореној, дрској и абразивној личности. Његов став током комерцијалног врхунца Оасис-а средином 1990-их привукао је велику пажњу британских таблоида, који су често објављивали приче о његовој употреби дрога и деструктивном понашању. Године 2019. добио је МТВ европску музичку награду за „Рок икону“.

## Биографија
Вилијам Џон Пол Галагер је рођен у Манчестеру 21. септембра 1972. године, као син родитеља ирских имиграната Пеги и Томаса Галагера. Када је имао 10 година, Пеги је узела њега и његову браћу и напустила Томаса, од којег се развела четири године касније.  Иако је Лијам одржавао спорадичне контакте са својим оцем током тинејџерских година, њихова однос је био нарушен. Браћа Галагер била су неретко у невољи, посебно у средњим тинејџерским годинама, а Лијам је често крао бицикле из локалних продавница.
Галагер је похађао основну школу Римокатоличку средњу школу Барлов у Дидсберију. Упркос уобичајеним извештајима да је избачен са 16 година због туче, он је заправо суспендован на три месеца.   У младости је преферирао спорт, није га занимала музика. У тинејџерским годинама претрпео је ударац чекићем у главу од ученика супарничке школе, чему приписује промену става према музици.  Након овог инцидента, постао је заљубљен у идеју да се придружи бенду.  У том процесу, постао је опседнут Џоном Леноном из Битлса, касније ће тврдити да је он реинкарниран Ленон. 

## Каријера

### Оасис (1991–2009)
Када је школски друг Пол „Гигзи“ Макгиган позвао Галагера да се придружи његовом бенду The Rain  као певач, он је пристао.  Бенд је вежбао само једном недељно и није имао много свирки. На једном од њихових ретких наступа 1991. године у Манчестеру, Ноел их је видео како наступају. Године 1993. Оасис је одсвирао сет од четири песме у Глазгову, где их је открио Алан Макги из Creation Records, те потписују уговор са шест албума. Деби албум бенда Definitely Maybe објављен је 28. августа 1994. године и постао је најбрже продавани британски деби албум свих времена. Критичари су навели утицаје Битлса и Секс Пистолса. Лијамов став је привукао пажњу британске таблоидне штампе, која је често објављивала приче о његовој наводној употреби дрога и понашању.  У одбројавању „100 најбољих албума“ Канала 4 2005. године, албум је био на 6. месту.  Године 2006. НМЕ је албум поставио на 3. место на листи највећих британских албума икада.  У књизи британских хит синглова и албума из 2006. године, албум је проглашен за најбољи албум свих времена, а одмах након њих уследили су Битлси.  Кју га је 2006. поставио на 5. место на својој листи најбољих албума свих времена, а НМЕ га је исте године поздравио као највећи албум свих времена.
Други албум бенда (What's the Story) Morning Glory? био је још успешнији, поставши трећи најпродаванији албум у британској историји.   Ролинг Стоун је 2010. године прокоментарисао да је „албум тријумф, пун бластера, браваде и изненађујуће нежности“ и да је „крунисао право златно доба за бритпоп“.  Часопис је албум сврстао на 378. место на својој листи „500 најбољих албума свих времена“ за 2012. годину.  Трајна популарност албума у Великој Британији се одразила када је освојио БРИТ-ову награду, најуспешнији албум 30 година на БРИТ церемонији 2010. године. Награду је доделила публика која је одлучила о победнику за најбољи албум у историји БРИТ награда.  Албум је такође уврштен у књигу 1001 албум који морате чути пре него што умрете. 
Оасисов жељно очекивани трећи албум, Be Here Now, објављен је 21. августа 1997. године и поставио је нови рекорд као најбрже продавани албум у историји УК. Албум је Ноел осудио у каснијим годинама,  али га је Лијам бранио.  Дугогодишњи продуцент бенда Овен Морис рекао је да су снимања била праћена свађама и злоупотребом дроге и да је једина мотивација бенда била комерцијална.  Од 2008. године албум је продат у осам милиона примерака широм света. Био је то најпродаванији албум 1997. у Великој Британији, са 1,47 милион продатих јединица. 
Следећи албум Оасис, Heathen Chemistry, објављен је 2002. године. 
Године 2008. изашао је последњи албум бенда Dig Out Your Soul, отишао право на 1. место на УК листи албума и достигао 5. место на 200 Билборд листи САД.  Многи критичари су похвалили овај албум као један од најкомплетнијих и најбољих албума бенда.  У августу 2009. године, током турнеје у знак подршке албуму, бенд се разишао јер Ноел више није могао да ради са Лијамом. 

### Beady Eye (2009–2014)
У новембру 2009. Галагер је објавио да су он и бивши чланови бенда Оасис написали нови материјал као део новог пројекта, и да би могли да свирају већ за неколико месеци.  19. новембра 2009. најавио је да ће снимити албум са Гемом Арчером, Ендијем Белом и Крисом Шароком, што постаје нови бенд.  
У марту 2010. године, Галагер је изабран за најбољег фронтмена свих времена у анкети читалаца од стране Кју магазина. 
У марту 2012, Галагер је изјавио да ће Beady Eye свирати песме Оасис.  У августу 2012, Beady Eye је извео „Wonderwall“ на церемонији затварања Олимпијских игара у Лондону 2012. године. 
Дана 25. октобра 2014, Галагер је објавио да се Beady Eye распао. 

### Соло каријера
Његов соло деби сингл "Wall of Glass" је објављен 31. маја, са пратећим музичким спотом.   Истог месеца, Галагер је извео свој први солистички концерт у Рицу у Манчестеру, а сав приход је отишао за жртве терористичког напада у Манчестеру.  Такође је открио да ће покренути своју прву соло турнеју по Сједињеним Државама и Канади како би подржао издавање албума. 
У јулу 2017. године је наступио на Егзит фестивалу у Србији и Benicassim фестивалу у Шпанији. Галагер је 3. августа наступио у Лолапалуза у Чикагу и напустио је бину усред песме након што је наступао само 20 минута. Касније се извинио на Твитеру и рекао да има проблема са гласом. 
Дана 6. октобра 2017. године, As You Were је добио позитивне критике. Албум се показао као успешан повратак за Галагера, дебитујући на првом месту у Великој Британији са продајом од 103.000 у првој недељи. Чинећи то, надмашио је продају осталих 10 најбољих УК албума заједно. Такође је постигао највећу једнонедељну продају винила у последњих 20 година, са 16.000 продатих примерака. 
У фебруару 2018, Галагер је извео „Live Forever“ на додели Брит награда као омаж жртвама напада на Манчестер арену 2017, након што Аријана Гранде није могла да наступи због болести. 
Why Me? Why Not. добио углавном позитивне критике музичких критичара. Албум и Галагеров вокал добили су позитивне критике. 
Дана 1. октобра 2021, Галагер је најавио да ће 27. маја 2022. објавити трећи соло албум под називом „C'mon You Know “. 
Галагер је извео "Everything's Electric" на 42. додели Брит награда 8. фебруара 2022. Дебитовао је на 18. месту UK Singles Chart Топ 100, што га чини Галлагхеровим соло синглом са највишим пласманима до сада. Дебитовао је на  #1 на UK Singles Sales Chart.     

## Контроверзе
Након свађе на лету за Аустралију 1998. у коју је био умешан колачић, Галагеру је доживотно забрањен лет у авиопревозници Катеј пасифик; одговорио је да би „радије ходао”.   Током турнеје бенда по Аустралији у то време, он је ухапшен и оптужен за напад након што је наводно ударио главом 19-годишњег обожаваоца који је тврдио да је само тражио од Галагера фотографију. Кривичне оптужбе су касније одбачене, иако је вођен грађански поступак који је довео до тога да се Галагер наводно нагодио ван суда.  Године 2006. Галагер је наводно имао пијану тучу са фудбалером Полом Гаскојном у лондонском клубу Гроучо, која се завршила тако што је упалио апарат за гашење пожара у Гаскојново лице. 
На раној америчкој турнеји, Галагер је дао погрдне примедбе о Американцима, као и о свом брату Ноелу, што је довело до ултиматума од стране овог другог, који је накратко напустио бенд 1994. године. Говорећи о њиховом пригушеном пријему у САД (нарочито у поређењу са њиховом матичном државом), Галагер је рекао: „Американци желе гранџ људе који себи забијају нож у главу на сцени.“ 
Примивши награду на Брит Авардс 2010. за најбољи албум у последњих 30 година, Галагер је опсовао и захвалио се свим бившим члановима Оасис-а осим свом брату. Затим је испустио микрофон и доделио награду једном члану гомиле. 
Галагеров глас се пореди са мешавином Џона Ленона и Џонија Ротена. Изјавио је да нема јасан утицај осим Ленона и саме "музике", иако је познато да укључује многе различите форме као што су панк, индие, нови талас и џез.  На ДВД-у Definitely Maybe, Галагер је открио да је разлог зашто пева са рукама иза леђа тај што му то омогућава да пројектује више снаге кроз свој глас. 
Галагер је 2019. објавио документарац под називом As It Was, који је приказао његов живот који је водио до његовог соло деби албума As You Were.

## Лични живот

### Односи
Дана 7. априла 1997. Галагер се оженио глумицом Петси Кенсит у градској кући Мерилбона.  Два месеца касније, започео је аферу са певачицом Лизом Муриш у Лос Анђелесу, а она је 26. марта 1998. родила ћерку по имену Моли. Галагер није упознао Моли све до маја 2018,  након чега је изразио наду да ће бити и даље присутан у њеном животу.  Моли је касније променила презиме на својим профилима на друштвеним мрежама из „Маурски“ у „Маурски-Галагер“.  Син Лијама и Петси, Ленон Френсис Галагер, рођен је 13. септембра 1999. године. Пар се развео 2000. године. Галагеровог другог сина, Џина Галагер, родила је канадска певачица Никол Еплтон 2. јула 2001. године 
Од 2011. до 2012. године Галагер је имао аферу са новинарком Лизом Горбани, која је у јануару 2013. родила ћерку по имену Гема. Афера је јавно откривена пет месеци касније, након што се раздвојио од Еплтона и почео да излази са својом личном асистентицом Деби Гвитер, коју је називао својим „спаситељем“ јер му је помогла да се врати музици.   Он је 2019. године похвалио све мајке своје деце што су децу васпитала да буду „добри људи”. 

### Здравље
Галагер често џогира, али је 2019. открио да је почео да пати од артритиса кукова и да су му лекари саветовали да мање трчи.   Такође болује од псоријазе  због које је понекад морао да носи заштитне рукавице , као и од Хашимотовог тироидитиса  и атопијске кијавице. 
Галагер је пао из хеликоптера после наслова постављеног на фестивалу на Острву Вајт 2021. године, задобивши посекотине и модрице на лицу. 

### Однос са Ноелом Галагером
Током америчке турнеје Оасис 1994. године, Лиам је често мењао речи Ноелових песама тако да су биле увредљиве и за Американце и за Ноела. Септембра 1994. године. Оасис је свирао на Whisky a Go Go у Лос Анђелесу. На дан емисије Оасис је користио метамфетамин за који су веровали да је кокаин. Бенд је направио неколико грешака и тензије су се појавиле на бини између Лијама и Ноела, што је на крају довело до тога да је Лијам ударио Ноела у главу својом тамбурином. Након представе, Ноел је убрзо напустио турнеју и отишао у Сан Франциско.  
Током снимања 1995. године за (What's the Story) Morning Glory?, браћа су се посвађала када је Лијам позвао све из локалног паба назад у студио док је Ноел покушавао да ради, што је кулминирало тиме што је Ноел ударио Лиама по глави палицом за крикет. Ноел је касније описао овај догађај као "вероватно највећу свађу коју смо икада имали".  
Године 2009, пре раскида групе, Ноел је назвао Лијама „непристојним, арогантним, застрашујућим и лењим“, описујући га као „најљућег човека којег ћете икада срести [...] као човека са виљушком у свету супа“.  Кап која је прелила чашу за бенд је пала на Rock En Seine у Паризу, када је свађа између браће (коју је Ноел касније описао као „без физичког насиља, али је било много ствари Светске рвачке федерације“) пре њиховог наступа довела до уништења Ноелове гитаре.  
Лијам је изјавио да не разговара много са Ноелом и да они "у ствари немају однос". Током последње турнеје, једини пут када су директно разговарали било је када су били на сцени.  Ноел је касније открио да док су били у Оасису, њих двоје "никада нису дружили заједно ван бенда".   Лијам често назива Ноела најбољим текстописцем на свету, док Ноел често назива Лијама „хладнијим“ од себе и хвали Лијамов добар изглед.  

## Соло дискографија

### Студијски албуми
| Наслов          | Година |
| --------------- | ------ |
| As You Were     | 2017   |
| Why Me? Why Not | 2019   |
| C'mon You Know  | 2022   |

### Синглови
| Назив  | Година |
| ------ | ------ |
|        | 2017   |
|        |        |
| [ 77 ] |        |
| [ 78 ] |        |
| [ 79 ] |        |
| [ 80 ] | 2018   |
| [ 81 ] | 2019   |
| [ 82 ] | 2019   |
|        | 2019   |
|        | 2019   |
| [ 83 ] | 2019   |
| [ 84 ] | 2020   |
| [ 85 ] | 2022   |
| [ 86 ] | 2022   |
|        | 2022   |